# Семь стихий
«Семь стихий» — советский широкоформатный художественный фильм режиссёра Геннадия Иванова, снятый по мотивам одноимённого фантастического романа Владимира Щербакова на Киностудии имени М. Горького в 1984 году. Премьера фильма состоялась в апреле 1985 года. Первый советский фильм, выпущенный в квадрофоническом звучании (показы состоялись в московском к/т «Космос» с соответствующей аппаратурой).

## Сюжет
Семь стихий: земля, вода, воздух, огонь, жизнь, разум, любовь.
На горячей и умирающей планете в созвездии Центавра было открыто глубоководное озеро. На дне озера найдена неизвестная форма жизни, напоминающая земные растения. Находку тщательно исследуют в фитолаборатории Олега Янкова. Ему активно помогают генетик Анурова и одноклассник Олега — журналист Глеб.
Инопланетный цветок неожиданно трансформируется в женщину по имени Аира. При посредничестве представителя более развитой цивилизации она пытается наладить тесный контакт с физиком Ольминым, который находится на конечном этапе создания солнечной воронки. Это открытие позволит получить огромное количество дешёвой энергии, благодаря которой станет возможным спасти гибнущую планету.

## В ролях
| Актёр                | Роль                     |
| -------------------- | ------------------------ |
| Игорь Старыгин       | Глеб                     |
| Ирина Алфёрова       | Валентина Анурова        |
| Ханна Дуновска       | Аира                     |
| Улдис Норенбергс     | Андрей Николаевич Ольмин |
| Александр Филиппенко | Олег Янков               |
| Борис Химичев        | Ольховский               |
| Любовь Виролайнен    | инопланетянка            |
| Саша Васильев        | Глеб в детстве           |

| Актёр              | Роль                                  |
| ------------------ | ------------------------------------- |
| Елена Тонунц       | доктор                                |
| Паул Буткевич      | Том Силлитоу, австралийский журналист |
| Николай Пеньков    | учёный                                |
| Александр Васильев | журналист                             |
| Ян Янакиев         | французский учёный                    |
| Эрвин Кнаусмюллер  | немецкий учёный                       |
| Хавалдар Анил      | индийский учёный                      |

## Съёмочная группа
- Авторы сценария: Владимир Щербаков, Геннадий Иванов
- Режиссёр-постановщик: Геннадий Иванов
- Оператор-постановщик: Аурелиус Яциневичюс
- Композитор: Эдуард Артемьев
- Художник-постановщик: Владимир Постернак

Главный герой фильма ездит на автомобиле «Панголина», самостоятельно построенном Александром Кулыгиным.